# Падар, Герли
Ге́рли Па́дар (эст. Gerli Padar; род. 6 ноября 1979, Хальяла, Раквереский район, Эстонская ССР) — эстонская поп-певица.
В 2007 году представляла Эстонию на конкурсе песни Евровидение-2007 с песней «Patners in Crime». Не прошла в финал конкурса, набрав 33 очка и заняв в полуфинале 22-е место.
Является сестрой Танеля Падара — певца, который вместе с Дэйвом Бэнтоном принёс Эстонии победу на Евровидении-2001 с песней «Everybody».
В 2013 году Герли участвовала во втором сезоне программы «Su nägu kõlab tuttavalt», эстонской версии передачи «Один в один!».

## Фильмография
- 2011—2013 — Офисная месть — Гертруд Паульмаа / Ану